# Орден «Материнская слава»
Орден «Материнская слава» учреждён Указом Президиума Верховного Совета СССР от 8 июля 1944 года. Статут ордена утверждён Указом Президиума Верховного Совета СССР от 18 августа 1944 года. В Статут ордена были внесены изменения и дополнения Указами Президиума Верховного Совета СССР от 16 декабря 1947 года, от 28 мая 1973 года и от 28 мая 1980 года.

## История ордена

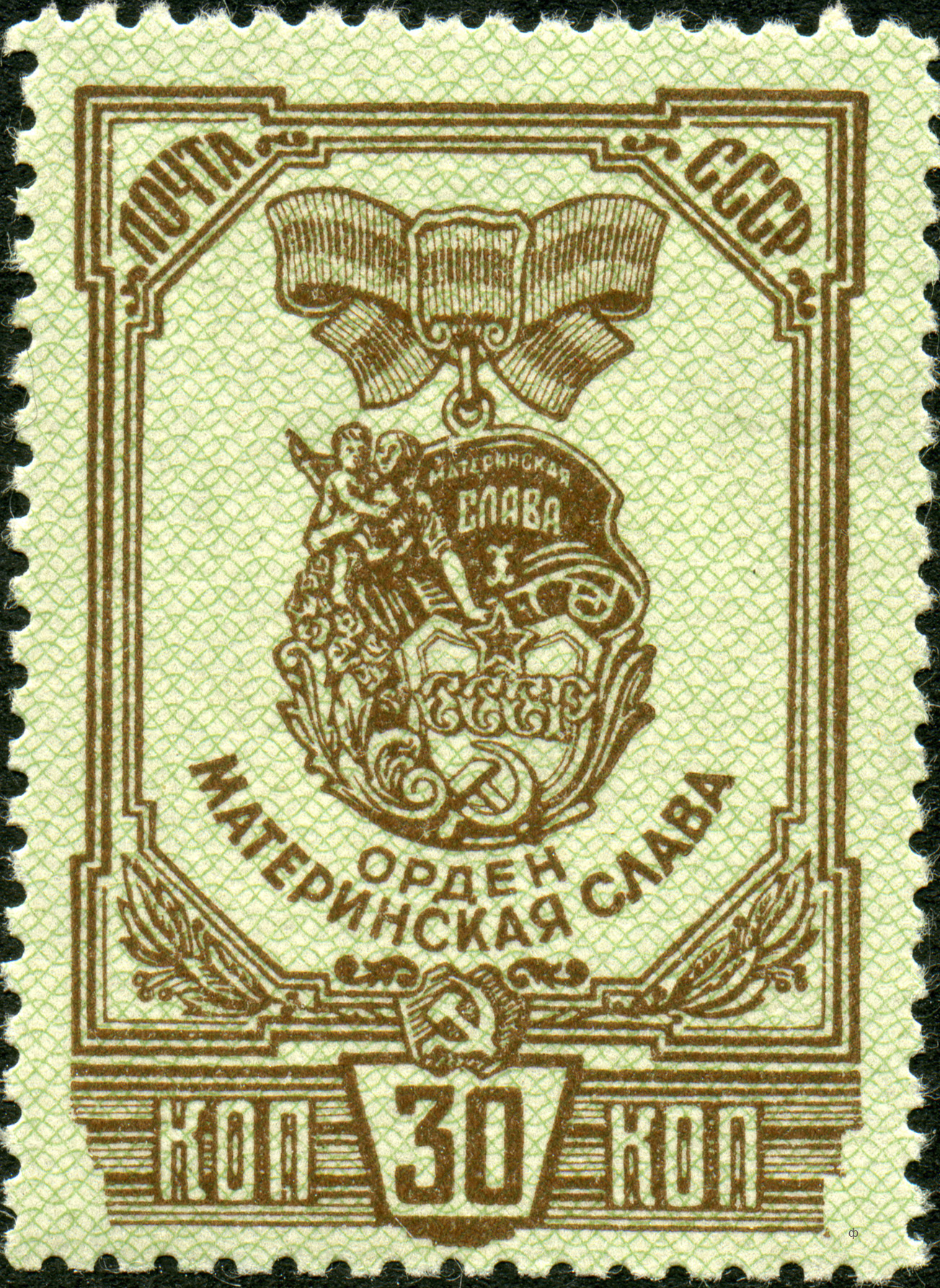
Марка СССР, 1945 г.

Орден «Материнская слава» был учреждён одновременно с орденом «Мать-героиня» и медалью Материнства и занимал промежуточное положение между ними.
Автор проекта ордена — главный художник Гознака, заслуженный деятель искусств РСФСР И. И. Дубасов Орден изготавливался на Московском монетном дворе.
Первый Указ Президиума Верховного Совета СССР о награждении орденами «Материнская Слава» вышел 6 декабря 1944 года. Согласно Указу, орден I степени получила 21 женщина, орден II степени — 26 женщин и орден III степени — 27 женщин. При этом орден I степени № 1 был вручён колхознице Аксёновой М. С., орден II степени № 1 был вручён продавщице магазина Аввакумовой Е. С., а орден III степени № 1 был вручён домашней хозяйке Андриевских А. С.
К 1 января 1983 года орденом «Материнская слава» I степени было совершено около 753 тысяч награждений, орденом «Материнская слава» II степени — около 1 млн 508 тысяч награждений и орденом III степени — около 2 млн 786 тысяч награждений.
По состоянию на 1 января 1995 года всеми тремя степенями ордена «Материнская Слава» совершено 5 534 724 награждений.

## Статут ордена
Орденом «Материнская слава» награждались матери, родившие и воспитавшие семь, восемь и девять детей.
Награждение орденом «Материнская слава» производилось от имени Президиума Верховного Совета СССР указами Президиумов Верховных Советов союзных и автономных республик.
Орден «Материнская слава» состоял из трёх степеней: I, II, и III степени.
Высшей степенью ордена являлась I степень.
Орденом «Материнская слава» награждались:
- матери, родившие и воспитавшие семь детей, — орденом III степени;
- матери, родившие и воспитавшие восемь детей, — орденом II степени;
- матери, родившие и воспитавшие девять детей, — орденом I степени;

Награждение орденом соответствующей степени производилось при достижении последним ребёнком возраста одного года и при наличии в живых остальных детей этой матери.
При награждении орденом учитывались также дети:
- усыновлённые матерью в установленном законом порядке;
- погибшие или пропавшие без вести при защите СССР или при исполнении иных обязанностей военной службы, либо при выполнении долга гражданина СССР по спасению человеческой жизни, по охране социалистической собственности и социалистического правопорядка, а также умершие вследствие ранения, контузии, увечья или заболевания, полученных при указанных обстоятельствах, либо вследствие трудового увечья или профессионального заболевания.

Награждение орденом «Материнская слава» матерей, имеющих восемь или девять детей, производилось только одним орденом соответствующей степени.
Орден «Материнская слава» носится на левой стороне груди и при наличии у награждённой других орденов и медалей размещается над ними.

## Описание ордена
Знак ордена «Материнская слава» I степени изготовляется из серебра и представляет собой выпуклый овал. В верхней части ордена развевающееся знамя, покрытое рубиново-красной эмалью, с надписью на нём «Материнская слава» и цифрой, показывающей степень ордена. Под знаменем — щиток, покрытый белой эмалью, с надписью «СССР». В верхней части щитка — красная эмалевая звёздочка. На нижнюю часть щитка наложены оксидированные серп и молот. В левой части ордена — оксидированная фигура матери с ребёнком на руках. Фигура прикрыта внизу розами. Нижняя половина ордена окаймлена позолоченными листьями. Надписи на ордене позолочены.
Знак ордена «Материнская слава» II степени отличается тем, что знамя покрыто тёмно-голубой эмалью, а листья, окаймляющие нижнюю часть ордена, без позолоты.
Знак ордена «Материнская слава» III степени отличается тем, что знамя, щиток и звёздочка на щитке без эмали, а листья, окаймляющие нижнюю часть ордена, без позолоты.
Высота ордена — 36 мм, ширина — 29 мм.
Орден «Материнская слава» изготавливается из серебра. Серебряного содержания в ордене I и II степени — 19,788±1,388 г, III степени — 19,699±1,388 г. Общий вес ордена I степени 21,79±1,73 г. Общий вес ордена II степени 21,41±1,50 г. Общий вес ордена III степени 21,29±1,50 г.
Орден при помощи ушка и кольца соединяется с металлической колодочкой в виде банта, покрытой белой эмалью. На белом эмалевом фоне голубые полоски: для первой степени — одна, для второй — две и для третьей — три полоски. На оборотной стороне колодочки имеется булавка для прикрепления ордена к одежде.